# Mont-rodon (Castellar del Vallès)
El Mont-rodon és una muntanya de 618 metres que es troba entre els municipis de Castellar del Vallès i de Matadepera, a la comarca del Vallès Occidental.